# Gennadi Iwanowitsch Newelskoi

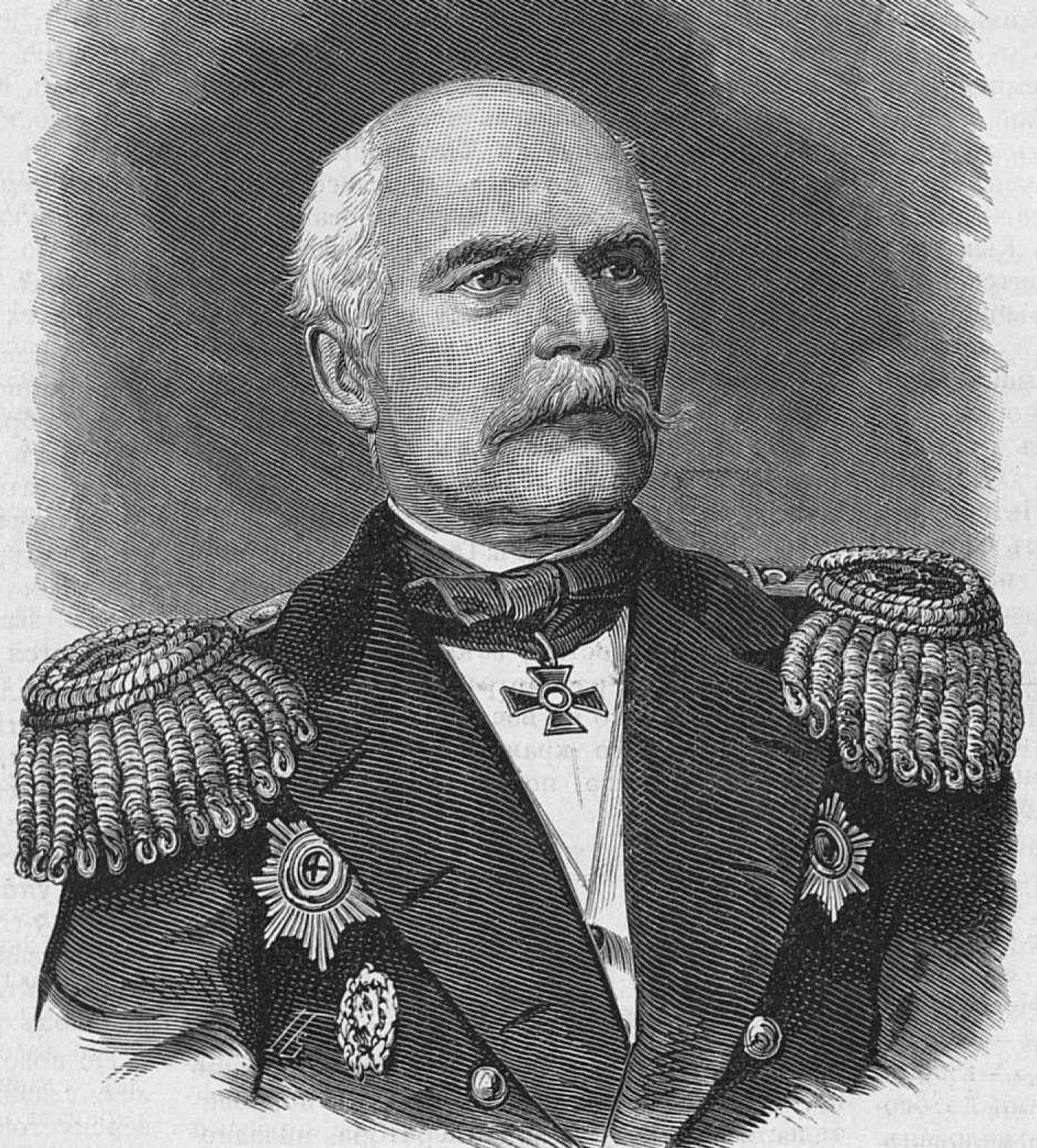
Gennadi Newelskoi

Gennadi Iwanowitsch Newelskoi (russisch Генна́дий Ива́нович Невельско́й; * 23. Novemberjul. / 5. Dezember 1813greg. in Drakino bei Soligalitsch; † 17. Apriljul. / 29. April 1876greg. in Sankt Petersburg) war ein russischer Admiral und Erforscher des Fernen Osten Russlands.

## Leben
Gennadi Newelskoi wurde in der Familie eines Marineoffiziers auf deren Landsitz im damaligen Gouvernement Kostroma geboren. Nach dem Besuch der Seekadettenanstalt des Sankt Petersburger Marineinstituts von 1829 bis 1832 schlug er ebenfalls die höhere Offizierslaufbahn ein.

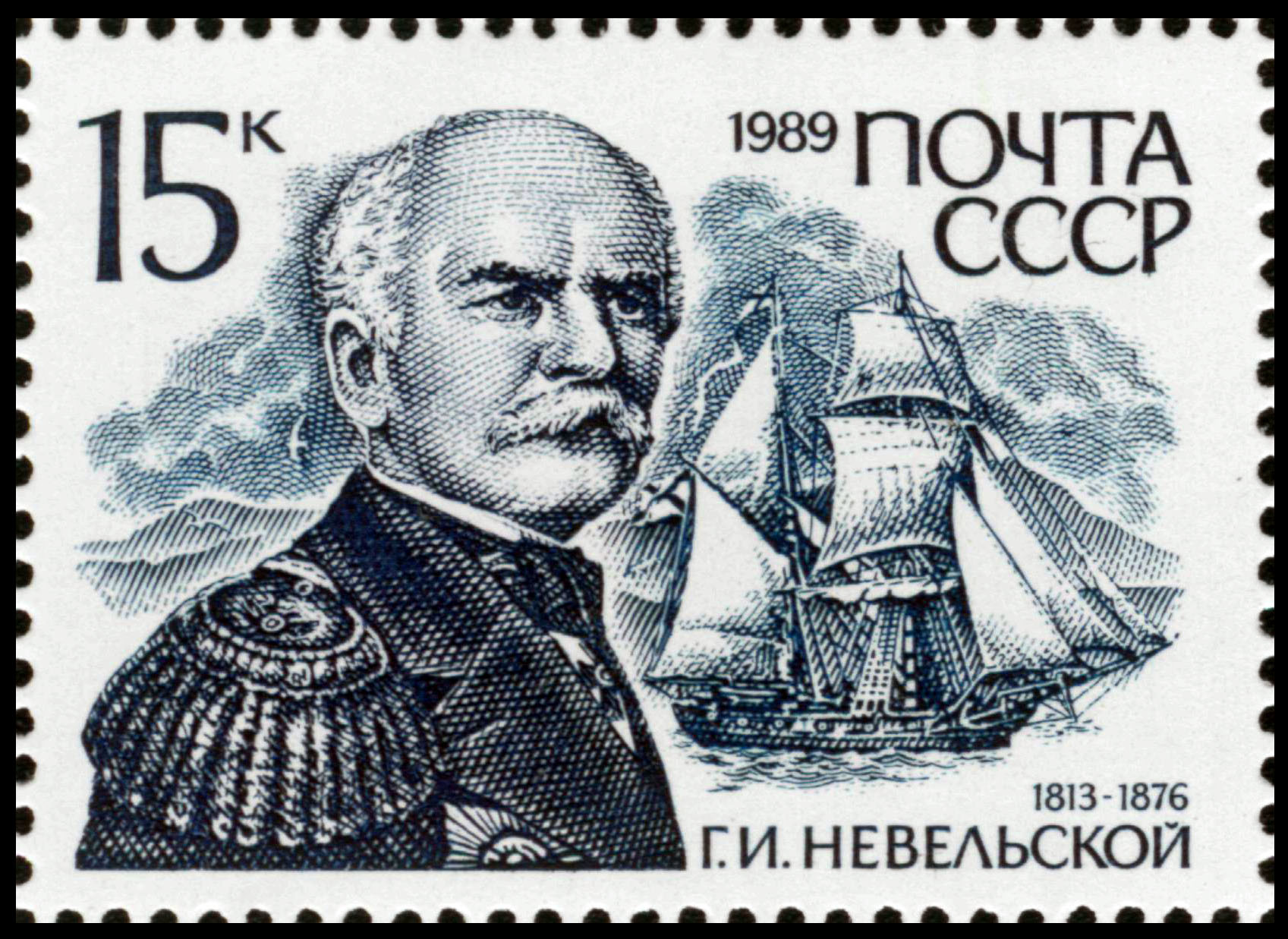
Newelskoi auf einer sowjetischen Briefmarke von 1989

1836 zum Leutnant befördert, nahm er 1846 an einer Umseglung Europas unter Friedrich Benjamin von Lütke teil. 1847 wurde er zum Kapitän des Seglers Baikal ernannt, mit dem er von 1848 bis 1849 den Atlantischen und Pazifischen Ozean überquerte. Ziel der Reise war die Erkundung des Seegebietes um Sachalin und der umliegenden Küsten, auf die das Russische Reich seinen Einfluss ausdehnen wollte. 1849 erreichte Newelskoi als erster russischer Seefahrer die Mündung des Amur, wies ihre Schiffbarkeit sowie die Existenz des Tatarensunds, einer Meerenge zwischen Sachalin und dem Festland nach, die das Ochotskische mit dem Japanischen Meer verbindet (in Russland und Europa war die 40 Jahre zuvor durchgeführte Kartierung Sachalin durch den japanischen Seefahrer Mamiya Rinzō nicht bekannt). Nachdem er das Schiff zur Überwinterung nach Petropawlowsk auf Kamtschatka entsandt hatte, kehrte Newelskoi von Ochotsk auf dem Landweg nach Sankt Petersburg zurück, wo er vom Zaren Nikolai I. empfangen wurde. Dieser befahl eine weitere Expedition zur Einnahme der Amurmündung durch Russland.
Auf dem Rückweg in den Fernen Osten heiratete Newelskoi während eines Zwischenaufenthaltes in Irkutsk Jekaterina Jeltschaninowa (1832–1879), die ihn weiter auf der Expedition begleitete. Von Newelskoi oder auf seinen Befehl im Rahmen der Amur-Expedition, zu der auch Nikolai Boschnjak und Dmitri Orlow gehörten, wurden zwischen 1850 und 1855 eine Reihe von Militärposten an den Küsten Sachalins und des Festlandes gegründet, unter anderem an Stelle der heutigen Städte Nikolajewsk am Amur, Sowetskaja Gawan und Korsakow auf Sachalin (dieser erste Posten auf Sachalin wurde 1853 von Nikolai Busse aufgebaut und infolge des Krimkriegs 1854 aufgegeben). Dies war eine der wichtigsten Aktionen, die schließlich 1858 zum Vertrag von Aigun führten, gemäß dem Russland im Fernen Osten bedeutend expandierte.
1854 wurde Newelskoi zum Konteradmiral befördert und nahm an der Heranführung von Kriegsschiffen und Truppen über den Amur – also über zu diesem Zeitpunkt noch nicht offiziell zum Russischen Reich gehörendes Gebiet – teil, die unter dem Kommando des Generalgouverneurs von Ostsibirien Nikolai Murawjow-Amurski zur Abwehr eines befürchteten Angriffs durch einen im Pazifik operierenden englisch-französischen Marineverband im Rahmen des Krimkriegs durchgeführt wurde.
1864 wurde Newelskoi zum Vizeadmiral, 1874 zum Admiral befördert. Er starb 1876 in Sankt Petersburg, wo er auf dem Nowodewitschi-Friedhof begraben ist (nicht zu verwechseln mit dem gleichnamigen Friedhof in Moskau).
Nach Newelskoi wurde der von ihm entdeckte schmalste Abschnitt der Meerenge zwischen Sachalin und dem Festland benannt, ebenso eine langgestreckte Bucht an der Westküste Sachalins, die den Ostteil des Tatarensunds bildet, die an dieser Bucht gelegene Stadt Newelsk sowie ein 1428 Meter hoher Berg im östlichen Zentralteil der Insel Sachalin.
Denkmäler für Newelskoi wurden in Wladiwostok (1897), Nikolajewsk am Amur, Chabarowsk und Soligalitsch errichtet. Nach ihm sind die Staatliche Seefahrtsuniversität in Wladiwostok und ein Großes Landungsschiff der russischen Pazifikflotte benannt.